# Pachyptila turtur
El pato-petrel piquicorto o petrel-paloma chico  (Pachyptila turtur)  es una especie de ave procelariforme de la familia de los petreles (Procellariidae). Vuela sobre el océano la mayor parte de su vida. Se alimenta en bandadas durante la noche, rastreando la superficie del mar en busca de pequeños crustáceos, calamares, etc., equipado con unas finas placas (lamelas), que los filtran del agua. Pasa la noche en tierra, en sus colonias de cría, en islas pequeñas. Las aves que llegan al nido emiten un reclamo suave y aullador y, si sus parejas están en la madriguera, les responden de manera similar. En tierra, es torpe y lento.